# Sascha Hingst

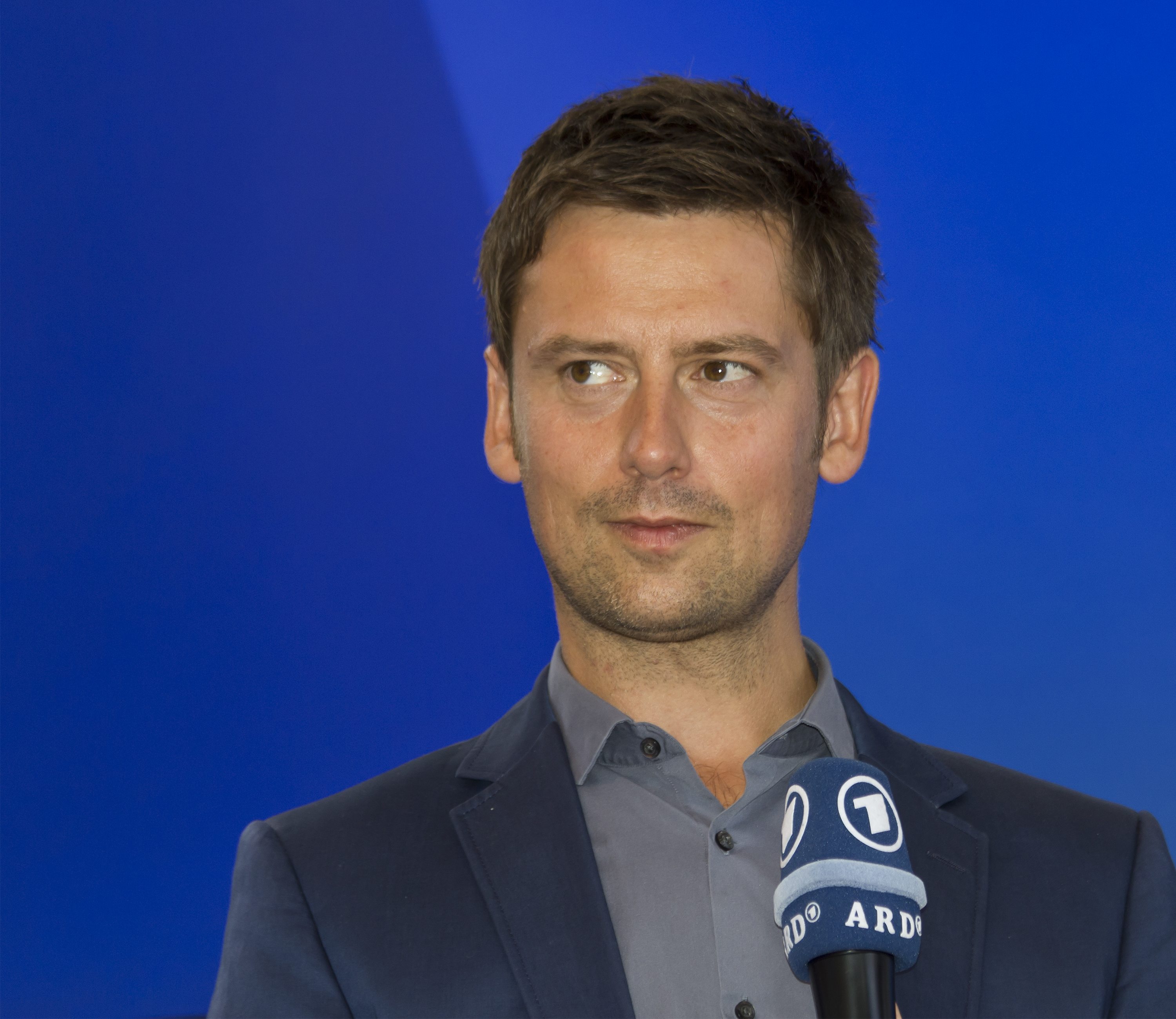
Sascha Hingst, 2013

Sascha Hingst (* 16. Oktober 1971 in Ost-Berlin) ist ein deutscher Fernsehmoderator.

## Leben und Karriere
Hingst absolvierte 1990 sein Abitur an der Thomasschule in Leipzig und begann danach sein Studium der Rechtswissenschaft an der Universität Heidelberg. 1992 machte er erste Erfahrungen mit den Medien über Hörspielproduktionen für einen Radiosender. Ab 1993 war er als Reporter beim MDR tätig und danach als freier Reporter beim SWF in Mainz und bei Arte in Straßburg. 1998 legte Sascha Hingst das Staatsexamen ab. Er war seit 1999 beim HR beschäftigt, zunächst knapp drei Jahre im Landtagsstudio Wiesbaden, ab Oktober 2001 bei der Hessenschau.
Am 10. September 2007 übernahm Hingst die Moderation der Berliner Abendschau in Nachfolge von Friedrich Moll, der seit 1990 die Hauptnachrichtensendung des SFB und seit 2003 des rbb moderierte. In der Übergangsphase moderierte Hingst noch eine Weile im 14-täglichen Wechsel die Hessenschau im hr-fernsehen.
Am 20. November 2015 wurde Sascha Hingst mit dem Bremer Fernsehpreis in der Kategorie „Bester Moderator“ ausgezeichnet.
Vom 21. Dezember 2017 bis zum 26. Dezember 2018 moderiert er die Quizshow Jede Antwort zählt.
Am 2. Januar 2018 übernahm Hingst bis 2023 gemeinsam mit Jessy Wellmer die Moderation des ARD-Mittagsmagazins, dessen Redaktion von München nach Berlin zog.
Am 1. September 2019 moderierte Hingst gemeinsam mit Jörg Schönenborn und Wiebke Binder jeweils die Landtagswahlen in Brandenburg und Sachsen im Ersten.
Am 9. Oktober 2020 moderierte er erstmals die ARD-Sondersendung ARD Extra.
Am 26. September 2021 moderierte er gemeinsam mit Jörg Schönenborn, Tina Hassel, Ingo Zamperoni und Andreas Cichowicz jeweils die Landtagswahlen in Berlin und Mecklenburg-Vorpommern sowie zur Bundestagswahl 2021 im Ersten. Außerdem moderierte er gemeinsam mit Jörg Schönenborn am 12. Februar 2023 die Wiederholungswahl zur Abgeordnetenhaus von Berlin im Ersten.